# Wolfenstein: Enemy Territory
Wolfenstein: Enemy Territory (kurz ET bzw. W:ET) ist ein Taktik-Shooter in Egoperspektive, der von der Firma Splash Damage unter Federführung von id Software entwickelt und von Activision publiziert wurde. Das Computerspiel sollte ursprünglich als Erweiterung zum Titel Return to Castle Wolfenstein (RtCW) erscheinen. Es benutzt eine abgewandelte Version der Grafik-Engine Id Tech 3.
Wegen entwicklungstechnischer Probleme beim Einzelspielermodus wurde jedoch letztlich entschieden, Enemy Territory in einer abgespeckten Variante (nur mit einem Mehrspielermodus bestückt), aber dafür als von RtCW unabhängiges, eigenständiges Spiel anzubieten. Seit dem 29. Mai 2003 steht es kostenlos im Internet zum Herunterladen zur Verfügung. Das Spiel erfreut sich nicht zuletzt wegen der freien Verfügbarkeit für Windows, Linux und macOS international relativ hoher Beliebtheit und ist Teil diverser Ligen, wie zum Beispiel der Electronic Sports League und der ClanBase sowie der Quakecon.

## Überblick
Im Spiel stehen sich generell zwei Teams gegenüber. Abhängig vom Spielmodus ist es entweder Aufgabe, bestimmte Missionsziele innerhalb einer vorgegebenen Zeit zu erfüllen, oder die Erfüllung dieser Ziele durch das gegnerische Team zu vereiteln. Jedem Spieler eines Teams stehen fünf Charakterklassen zur Auswahl, die jeweils über spezifische Fertigkeiten und Waffenausstattungen verfügen können. Durch Koordination der Mitspieler gilt es, die Vor- und Nachteile der Klassen bestmöglich zu nutzen beziehungsweise auszugleichen, um so das Spiel als Mannschaft für sich zu entscheiden.
Das Szenario von Enemy Territory ist – ähnlich dem des Vorgängertitels – stark an den Zweiten Weltkrieg angelehnt, Truppen der Alliierten kämpfen gegen die der Achsenmächte. Außerdem bilden einige Szenarien (sogenannte Maps) historische Kriegsschauplätze nach.

Nicht zuletzt aufgrund der freien Verfügbarkeit von Teilen des Quellcodes des Spiels wird dieses ständig weiterentwickelt.

## Spielerklassen
Um die verschiedenen Charakterklassen stärker zu differenzieren und somit die taktischen Elemente hervorzuheben, stehen jeder Klasse bestimmte Waffen zur Verfügung. Jeder Charakter besitzt zwei Einhandwaffen, eine spezifische Anzahl Granaten und die jeweilige Wahl- oder Primärwaffe sowie Spezialutensilien (wie Dynamit beim Engineer oder die Sprengladung beim Covert Ops). Nachdem man einen Feind getötet hat, kann man, sofern die Charakterklasse dies zulässt, die Wahlwaffe des Gegners aufnehmen. Zur Auswahl stehen neben einem Messer für den Nahkampf und einer Pistole Colt .45 ACP (Alliierte), Luger 9mm (Achsenmächte) jeweils spezialisierte Maschinengewehre.

### Soldier („Soldat“)
Der Soldat ist Spezialist für schwere Waffen. Er ist der einzige, der das mobile MG42, den Mörser, den Flammenwerfer und die Panzerfaust tragen und benutzen kann. Außerdem kann er verschiedene Waffen derselben Waffengruppe tragen: Von den „leichten Waffen“ eine SMG (Thompson (Maschinenpistole) oder MP 40) und je nach Erfahrungspunkten eine oder zwei Pistolen, sowie eine schwere Waffe.

### Medic („Sanitäter“)
Der Sanitäter kann sich und verwundete Kameraden mit medizinischen Päckchen (Medipacks) versorgen, die neue Lebensenergie spenden. Ferner ist er in der Lage, bis zur Kampfunfähigkeit verwundete Mitspieler durch Injektion einer Spritze in das Spiel zurückzuholen, ohne dass diese bis zur nächsten Verstärkungswelle (sogenannter Respawn) warten müssen.
Ebenfalls steht ihm eine Adrenalinspritze zur Verfügung, welche er ab der vierten Fähigkeitsstufe der Ersten Hilfe verwenden kann. Ursprüngliches Ziel dieser Fähigkeit ist es, kampfunfähige Kameraden in besonders umkämpften Situationen schnell zu heilen. Diese Spritze, die der Sanitäter nur sich selbst injizieren kann, bewirkt temporär, dass der erlittene Schaden fortan nur halb so groß ist und dem Sanitäter unbegrenzte Ausdauer verliehen wird. Auf einigen Servern wurde diese Funktion so erweitert, so dass der Sanitäter ab Stufe 4 das Adrenalin auch seinen Kameraden spritzen kann oder aber das von toten Sanitätern zurückgelassenes Adrenalin auch von anderen Soldaten aufgesammelt und verwendet werden kann. Oft wird der Sanitäter aber auch als Kampfeinheit eingesetzt, da er genau wie andere Klassen mit einem SMG ausgestattet ist und durch die Adrenalinspritze weniger Schaden nimmt und länger sprinten kann.
Eine Erweiterung ist auch die Fähigkeit, feindliche Spieler mit der Spritze, mit der Teammitglieder geheilt werden, zu vergiften.

### Field Ops („Feldkommandant – Funker“)
Der Field Ops ist der Spezialist für Feld-Operationen: Er kann durch Werfen einer Rauchgranate das Ziel für Luftnahunterstützung oder mit dem Fernglas dasjenige für Artillerieunterstützung markieren und damit selbige umgehend anfordern. Die Luftunterstützung ist ein Bombardement der Länge einer etwa 30 Meter langen Zone, die perpendikular (senkrecht) zum Field Ops verläuft. Die Artillerieunterstützung ist eine Serie von Geschosseinschlägen in einer etwa 10 mal 10 Meter großen Zone während einer bestimmten Zeit. Der Field Ops kann auch seine Mitspieler mit Nachschub an Munition versorgen.

### Engineer („Pionier“)
Der Pionier kann Dynamitladungen anbringen und entschärfen, Minen platzieren und entschärfen, Kommandoposten errichten und stationäre MG-Stellungen sowie Fahrzeuge reparieren. Damit ist er in den meisten Missionen von wesentlicher Bedeutung. Ferner ist der Pionier in der Lage, das M1-Garand- (Alliierte) beziehungsweise K43-Gewehr (Achsen) mit Granaten (M7 beziehungsweise GPG40) zu bestücken und diese in Richtung der Feinde zu schießen. Da diese Granaten bei kürzeren Entfernungen erst nach der zweiten Wand- bzw. Bodenberührung explodieren und leicht elastische Aufpralleigenschaften haben, kann der Pionier durch Ausnutzen eines Winkels auch schwer erreichbare Ecken und Verstecke abdecken, bei weiteren Entfernungen explodiert die Gewehrgranate bereits beim ersten Aufschlag.

### Covert Ops („Spion, Saboteur und Scharfschütze“)
Der Covert Ops ist Spezialist für verdeckte Operationen wie Spionage, Aufklärung und Sabotage. Dazu kann er etwa die Uniform von gefallenen Gegnern stehlen und tragen, Rauchgranaten werfen, feindliche Minen für seine Kameraden aufdecken, per Radar über die Positionen der gegnerischen Truppen informieren und mit einer Sprengladung kleinere Ziele zerstören. Verkleidet kann er für sich und seine Mitspieler Türen öffnen, die sonst nur für den Gegner passierbar sind, und so die feindlichen Linien infiltrieren. Ferner besitzt der Covert Ops demontierbare Schalldämpfer für seine Pistole (wenn die Pistole Akimbo verwendet wird, sind die Schalldämpfer permanent auf dem Lauf), und er kann die Scharfschützengewehre nutzen.
Ihm stehen folgende Waffen zur Verfügung: ein FG 42, eine Sten-Maschinenpistole mit Schalldämpfer und ein K43 beziehungsweise ein M1 Garand, welche beide wie auch das FG 42 mit einem Zielvisier ausgestattet sind. Das K43 und das M1 Garand sind schallgedämpfte Scharfschützengewehre und besitzen beide ein 10-Schuss-Magazin. Die Schüsse müssen einzeln abgegeben werden. Im Gegenzug ist das FG 42 zwar ebenfalls mit einer Zielvorrichtung versehen, hat aber zwei unterschiedliche Feuermodi. Ersterer besteht aus einzelnen Schüssen, die während der Benutzung der Zielvorrichtung abgegeben werden. Beim Einsatz der Waffe ohne Zielvorrichtung ist es jedoch nur möglich, automatische Feuerstöße abzugeben.

## Maps (Karten)
Als Maps werden bei Enemy Territory die einzelnen Szenarien, also die Spielumgebungen inkl. der vorgegebenen Missionsziele, bezeichnet. Die derzeit verfügbaren Karten können danach unterschieden werden, ob sie bei der Installation des Spiels bereits mitgeliefert werden (sogenannte Standard-Maps) oder von der Spielergemeinschaft kreiert wurden und extra hinzugefügt werden müssen (Custom-Maps). Bei letzteren handelt es sich entweder um vollständige Eigenkreationen, um Portierungen bekannter Maps des Vorgängertitels Return To Castle Wolfenstein oder um Adaptionen der sechs Standardmaps. Aus der Vielzahl an mittlerweile verfügbaren Custom-Maps haben einige auch in Wettkämpfen (Clanwar) eine große Bedeutung erlangt, sodass diese im weiteren Sinne als fester Bestandteil des Spiels angesehen werden können.

### Standard-Maps

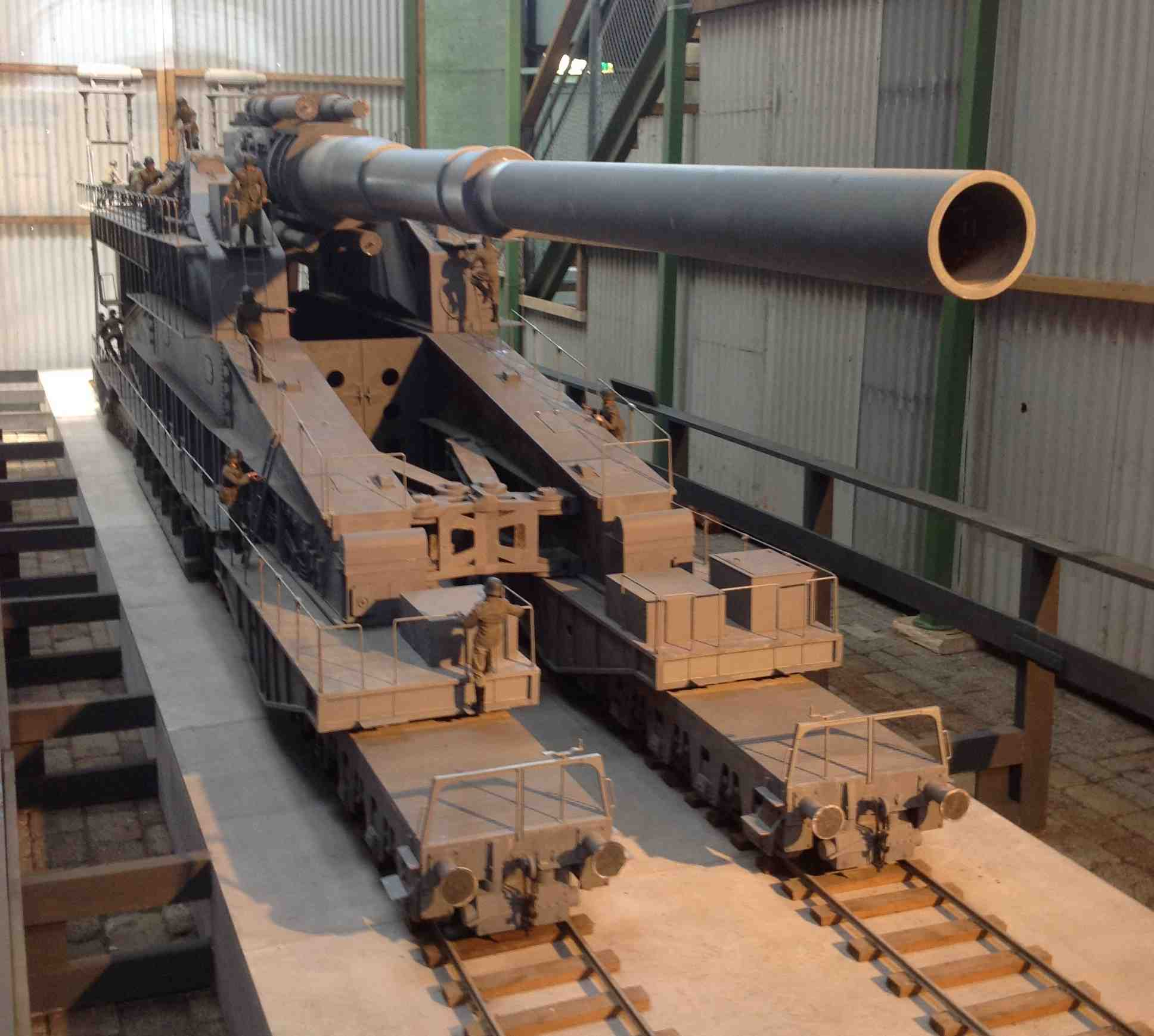
Das Eisenbahngeschütz Dora existierte tatsächlich im Zweiten Weltkrieg.

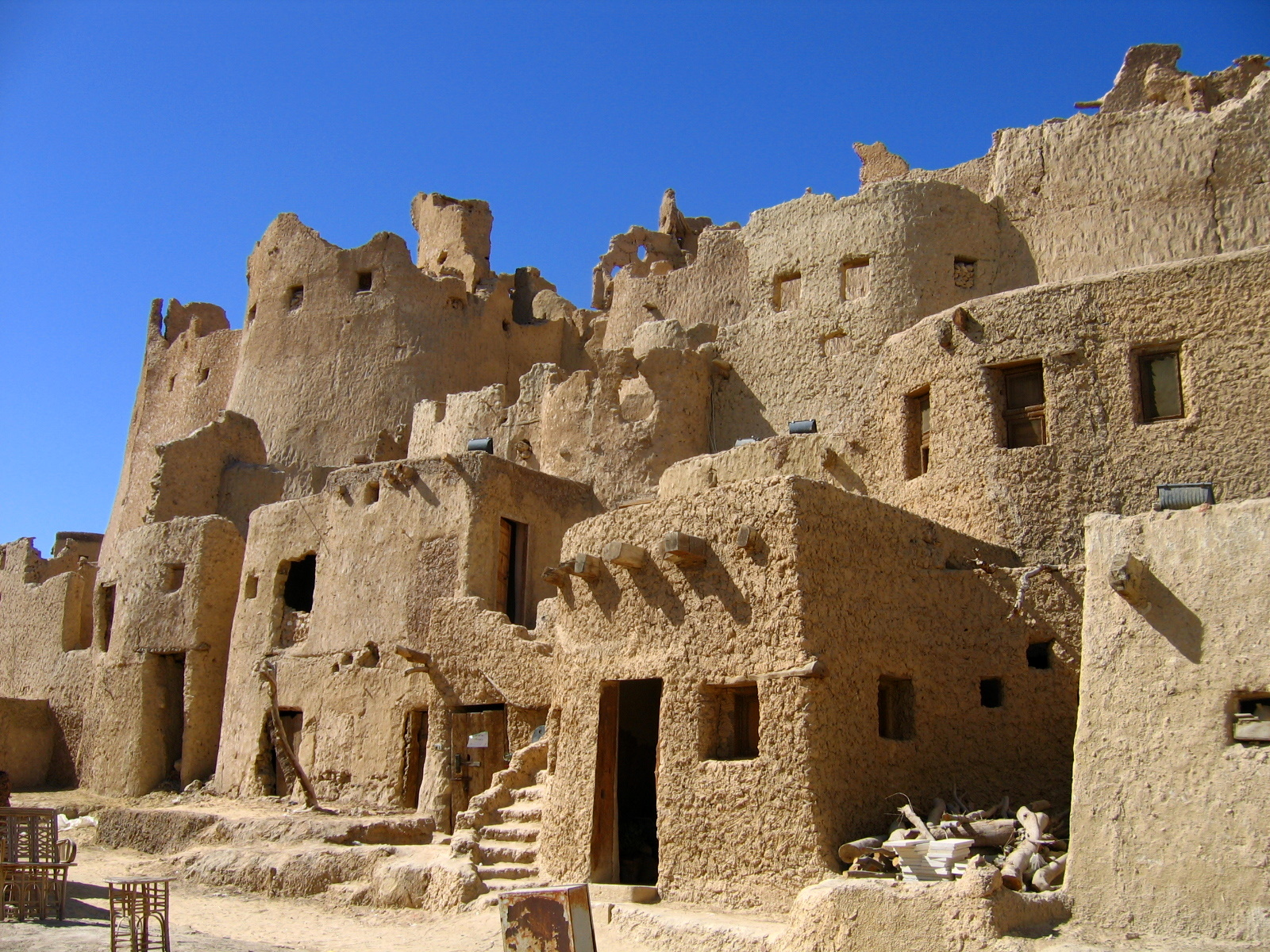
Die Ruinen der ägyptischen Wüstenstadt in der Oase Siwa waren Vorbild für die gleichnamige Karte.

Seawall BatteryDas mächtige Küstengeschütz Siegfried der Achsenmächte bedroht die Flotte der Alliierten im Mittelmeer. Die Achsentruppen müssen Siegfried vor Sabotageversuchen der Alliierten beschützen.
GoldrushDie Achsenmächte bewachen einen Goldvorrat in der Zentralbank von Tobruk. Die Alliierten müssen einen Jagdpanzer der Achsen stehlen, um damit die Bank aufzusprengen, die Goldbarren stehlen und mit einem Laster in Sicherheit bringen.
Würzburg-RadarDie Alliierten versuchen, die Komponenten des neuen Würzburg-62A-Radars der Achsenmächte für eine technische Analyse zu stehlen. Die Achsenmächte müssen die beiden Prototypen der Radare bewachen und die Alliierten daran hindern, mit den gestohlenen Radarteilen zu entkommen.
RailgunDie Alliierten müssen die Achsenmächte daran hindern, das riesige Eisenbahngeschütz Dora zu laden und abzufeuern. Die Achsenmächte müssen die Munition für Dora verladen und per Eisenbahn transportieren, ihre Kontrolleinheit beschützen und sie zum Sieg abfeuern.
FueldumpDie Alliierten wollen ein Treibstoffdepot der Achsenmächte vernichten und müssen ihren Churchill AVRE Demolition Sturmpanzer eskortieren, um damit durch die Verteidigung zu brechen. Die Achsen können den Panzer mit Panzerfäusten, Granaten, Minen oder Sprengstoff lahmlegen, um dessen Vordringen zu verzögern.
Siwa OasisDie Alliierten müssen die Garnison der Achsenmächte in der Oase Siwa infiltrieren, um zwei Festungsgeschütze zu zerstören: entweder durch die alte Stadt oder durch ein geflutetes Höhlensystem. Die Achse muss ihre beiden Festungsgeschütze verteidigen und die alliierten Angreifer zurückschlagen.

## Das Erfahrungspunkte-System
Eine Besonderheit von Wolfenstein: Enemy Territory ist das XP-System (Experience-Points, dt. Erfahrungspunkte), das in dieser Art bis dato eher für Rollenspiele typisch war. Dabei werden dem Spieler für diverse Aktionen wie Gegner töten, langes Überleben an der Front oder Nutzung der Spezialfähigkeiten einer Charakterklasse im Laufe des Spiels Erfahrungspunkte gutgeschrieben.
Jeder Spieler besitzt zwei klassenunabhängige und eine klassenabhängige Kategorie von Fertigkeiten: zu ersteren zählen der Umgang mit leichten Waffen sowie der Kampfsinn, während letztere sich – je nach Charakterklasse – auf Fertigkeiten im Umgang mit schweren Waffen (Soldier), der Ersten-Hilfe (Medic), des Konstruierens (Engineer), der Signalgebung (Field Ops) oder des Durchführens verdeckter Operationen (Covert Ops) bezieht. Die gewonnenen Erfahrungspunkte werden jeweils – entsprechend der Zugehörigkeit einer Aktion – einer dieser fünf Kategorien gutgeschrieben.
Ab Erreichen einer bestimmten Anzahl von Punkten innerhalb einer Kategorie steigt der Spieler in dieser Kategorie eine Stufe auf und wird mit einer Spezialfähigkeit (zum Beispiel dem Erkennen gegnerischer Minen auf der vierten Stufe des Kampfsinns) belohnt. Jede Kategorie besitzt vier Stufen. Am Ende einer Runde werden ferner die Spieler mit den meisten Erfahrungspunkten in einer Kategorie durch eine Medaille ausgezeichnet. An die Zunahme von Erfahrungspunkten sind auch individuelle Beförderungen eines Spielers geknüpft: Dabei ist dessen Dienstgrad, der von Private (Alliierte) beziehungsweise Schütze (Achsen) bis General reicht, unter anderem durch ein entsprechendes Rangabzeichen auf seinem Helm für jeden sichtbar.

## Spielmodi
Objective Mode (Einzelmission)Bei einer Einzelmission wird aus der Gesamtheit der Karten eine ausgewählte Karte isoliert gespielt. Nach Beendigung der Runde werden alle Erfahrungspunkte sowie die damit verbundenen Belohnungen und Ränge der Spieler wieder zurückgesetzt.
Campaign Mode (Kampagne)Im Kampagnenmodus werden mehrere Karten nacheinander gespielt, wobei die Spieler ihre Erfahrungspunkte und alle damit verbundenen Belohnungen über die Kampagne hinweg behalten und verbessern können. Die Kampagne ist der am weitesten verbreitete Modus auf öffentlichen (public) Servern, auf denen sich – in der Regel – einander unbekannte Spieler treffen.
Stopwatch Mode (Stoppuhr)Im Stoppuhrmodus werden generell zwei Runden einer Karte gespielt: In der ersten Runde versucht das angreifende Team im Rahmen der Zeitbeschränkung ihre bestmögliche Zeit vorzulegen; in der darauffolgenden Runde werden die Seiten getauscht und das zweite Team versucht nun in der Rolle der Angreifer die vorgegebene Zeit zu schlagen. Das Spiel auf Zeit ist der gängige Modus auf privaten Servern im Rahmen sogenannter Clanwars, bei denen die Teams zweier Clans – häufig sechs gegen sechs (6on6) oder drei gegen drei (3on3) – gegeneinander antreten. In den meisten Ligen wie der Electronic Sports League (ESL) oder Clanbase (CB) wurde das Format für den Stopwatch Mode (Stoppuhr) im Herbst 2009 auf fünf gegen fünf (5on5) geändert. Dies sollte gewährleisten, dass das Spiel zum einen übersichtlicher bleibt, zum anderen sollte Wolfenstein: Enemy Territory „konkurrenzfähiger“ zu anderen beliebten Ego-Shootern werden.
Last Man Standing Mode (Letzter Überlebender)Letzter Überlebender ist eine Form des Team-Deathmatch, in dem die Spieler beider Teams einander eliminieren müssen, um eine Runde zu gewinnen. Dabei hat jeder Spieler nur ein Leben – die Nachschubwelle entfällt. Das Team des letzten Überlebenden gewinnt die Runde.
Last Man Standing Mode Hide and Seek (Suchen und Verstecken)In diesem Modus wird der Last Man Standing Mode geöffnet. Ein oder mehrere Sucher müssen die sich versteckenden suchen und töten. Dazu müssen alle Spieler Covert Ops sein.

## Scripting
Wie auch in vielen anderen Shootern hat sich in Enemy Territory das Scripting weit verbreitet. Hierbei schreibt man in eine sogenannte autoexec.cfg-Datei eine Reihe von Befehlen. Damit kann man sich zum einen das erneute Einstellen vieler Optionen per Menü auf anderen PCs ersparen, zum anderen ermöglicht dies das Schreiben sogenannter Skripts. Zum Beispiel kann man eine Taste mit einem Skript belegen, der zwischen zwei Werten einer Variable wechselt. Ein typisches Beispiel für eine solche Variable ist cg_fov. Damit kann man das Field of View (Sichtfeld) festlegen. Die Standardeinstellung ist 90 (für ein Sichtfeld von 90° – etwas mehr als bei einem Durchschnittsmenschen). Per Skript kann man der Variable auch einen höheren Wert wie zum Beispiel 110 zuteilen. Im Spiel sieht man dann zu beiden Seiten in einem Winkel von 110°. Das ist vor allem im Nahkampf sehr hilfreich. Es ist auch möglich, sich Skripte zu erstellen, mit denen man auf Knopfdruck zwischen den Klassen wechselt, ein sogenanntes spawn-script.
Das Skripten bietet auch Cheatern die Möglichkeit, sich durch verbotene Skripte einen Vorteil zu verschaffen. Ein bekanntes Skript dieser Kategorie ist der No-Recoil-Skript (Kein-Rückstoß-Skript). Dieser ermöglicht dem Spieler das Abfeuern von Scharfschützenwaffen ohne Rückstoß.
Im Internet gibt es zwar sehr viele Tutorials zum Scripten, in diesen findet man allerdings viele Variablennamen, die nicht existieren beziehungsweise falsch verwendet werden und so zu Fehlern führen.

## Anti-Cheat
Das Anti-Cheat-Tool PunkBuster wurde bis September 2011 unterstützt. Die Vergabe von Lizenzschlüsseln für eine manuelle Installation erfolgt fortan durch die Gemeinschaft.

## Spielerstatistiken
- Splatterladder: Der Tracker der SL fragt in Intervallen alle Enemy-Territory-Gameserver ab. Wird auf einem Gameserver von mindestens vier Spielern gespielt, so schaut der Tracker genauer hin und beginnt das Tracking. Der Gameserver liefert Map, Spielername, Score/XP und Ping. Es werden immer nur die Differenzen zwischen zwei Scanvorgängen bewertet. Es wird versucht, diese Scanintervalle so gering wie möglich zu halten, damit eine genaue Statistikerfassung möglich ist. Die derzeitigen 30 Sekunden bringen eine Genauigkeit von etwa 98 % der gesammelten Daten. Ist der Server leer, so werden die Abstände zwischen den Intervallen immer größer, um wertvolle Ressourcen zu sparen. Den jeweiligen Status der Server erkennt man in den Serverdetails. Leere Server werden dadurch in größeren zeitlichen Abständen gescannt, und so kann es passieren, dass der Tracker erst nach einigen Minuten registriert, dass dort gespielt wird. Sobald aber mindestens ein Spieler auf einem Server ist und der erste Scan erfolgt, schaltet der Tracker wieder auf das geringste Scanintervall. Der Tracker erzeugt dann Map-basierende Sitzungen, die von jedem Spieler eingesehen werden können. Ist eine Sitzung größer als drei Minuten, so werden die Sitzungsdaten in das Spielerrating einberechnet. Aus Performancegründen werden die Sitzungen nach 48 Stunden gelöscht, wenn sie analysiert wurden.
- Trackbase: Seit dem 10. Oktober 2010 besteht eine zweite Statistikseite. Der Tracker ist ähnlich wie bei Splatterladder, jedoch werden hier die Statistiken öfter neu berechnet und die Ranglisten alle 10 Minuten aktualisiert. Des Weiteren wird eine korrekte Spielerrate angezeigt (Bei Sl wird die maximale Spielerrate auf 22 begrenzt). Die Awards werden einmal täglich aktualisiert. Die Sitzungen werden sieben Tage gespeichert.

## Rezeption
Enemy Territory wurde von den Kritikern sehr positiv aufgenommen.

## Mods
Die Weiterentwicklung von Wolfenstein: Enemy Territory, das in der Version 2.55 noch erhebliche Mängel aufwies, wurde hauptsächlich von Teilen der Community vorangetrieben: mit Mods wie ShrubET, ET Pro, NoQuarter und jaymod wurde versucht, das Gameplay durch Beseitigen einiger Programmfehler und Hinzufügen zusätzlicher Merkmale insgesamt zu verbessern. Andere Mods, wie ET-Fortress (ETF) und True Combat: Elite (TC:E), schufen demgegenüber ein komplett neues Spiel, welches lediglich auf der Enemy Territory zugrunde liegenden Spiellogik basiert. Schließlich gibt es auch zahlreiche Modifikationen, die das Aussehen der Figuren und Gegenstände (Skins) oder den Sound innerhalb des Spiels verändern. Mittlerweile gibt es ET in der Version 2.60b, eine weitere Aktualisierung ist jedoch nicht mehr vorgesehen. Förderlich für das Aufkommen vieler Mods war schließlich auch die Tatsache, dass am 28. Januar 2004 der Quellcode von Teilen des Spiels durch Activision der Öffentlichkeit zugänglich gemacht wurde.

## Bots
Da ET (im Gegensatz zu seinem Vorgänger RtCW) keinen Einzelspielermodus hat, lässt es sich normalerweise nur online oder mit mehreren Spielern im LAN spielen. Deshalb wurde bereits frühzeitig damit begonnen, Bots (d. h. computergesteuerte Gegenspieler) für ET zu entwickeln. Bots werden auch verwendet, um auf Spielservern im Internet die Teams aufzufüllen, wenn nicht genug menschliche Spieler vorhanden sind.
Bots für ET navigieren mithilfe sogenannter Wegpunkte, die die Geometrie der jeweiligen Map durch einen gerichteten Graphen repräsentieren. Zusätzlich lässt sich das Verhalten der Bots über Skripte koordinieren und dem Spielverlauf anpassen.
Derzeit existieren folgende Bots für ET:
- FritzBot ET
- Bobot
- AI Mod
- Omni-Bot[5]

In FritzBot und Omni-Bot können die Bots nicht nur kämpfen, sondern auch die Missionsziele (Objectives) erreichen. Omni-Bot ist der einzige derzeit noch entwickelte Bot und unterstützt über 400 Maps. Ferner können die Bots in Omni-Bot Fahrzeuge und Aufzüge benutzen, was in manchen Maps (z. B. Railgun) entscheidend für den Spielerfolg ist.
Von FritzBot und Omni-Bot gibt es auch Versionen für RtCW.

## Open-Source

Enemy Territory: Legacy Logo

Der Quelltext von ET wurde von John Carmack auf der Quakecon 2010 unter der GNU GPL Version 3 freigegeben. Die Spieledateien sind jedoch weiterhin von der restriktiveren EULA abgedeckt. Das Projekt ET: Legacy hat den Quelltext aufgeräumt und veraltete Abhängigkeiten ersetzt sowie Fehler behoben, bleibt aber weiter binärkompatibel mit der offiziellen Version 2.60b und möglichst vielen Mods. Der Mod ET:XReal aktualisiert die Engine auf einen OpenGL 3.2 Renderer. Zudem ermöglicht er den Import von Doom 3 und Unreal Engine Skelettmodellen samt Animationen. Die Beleuchtung unterstützt Echtzeit-Sonnenlicht und High Dynamic Range Rendering.

## Veranstaltungen
- Jährlich ein- bis zweimal findet die sogenannte Crossfire Challenge statt – eine LAN, die für Wolfenstein: Enemy Territory ins Leben gerufen wurde. Es finden aber auch Wettbewerbe für andere Spiele statt, beispielsweise Call of Duty 4: Modern Warfare oder Quake Live.
- Im August 2010 war Wolfenstein: Enemy Territory auch auf dem Antwerp eSports Festival vertreten.

## Nachfolger
Wolfenstein erschien 2009 als Nachfolger von Return to Castle Wolfenstein.
Enemy Territory: Quake Wars gilt als zumindest geistiger Nachfolger von Wolfenstein: Enemy Territory und ist im Quake-Universum angesiedelt. Neue Elemente sind Fahrzeuge und das Anfordern von automatischen Abwehrgeschützen, Artillerie-Geschützen und Radar. Zudem sind beide Teams jetzt asymmetrisch, und es gibt mehr Ausrüstung und Klassenfähigkeiten.